# Beijing 2008
Beijing 2008 là trò chơi điện tử Olympic chính thức của Thế vận hội Mùa hè 2008 được tổ chức tại Bắc Kinh. Được hãng Eurocom phát triển và Sega phát hành, trò chơi này là tựa game thứ hai dựa trên Thế vận hội Mùa hè 2008 được phát hành, đầu tiên là Mario & Sonic at the Olympic Games mang hơi hướng kỳ ảo đã xuất hiện vào cuối năm 2007; tuy nhiên, Beijing 2008 thuộc thể loại mô phỏng thể thao thực tế. Beijing 2008 có 32 đội tuyển quốc gia và 38 môn thi đấu. Ngoài ra, mục chơi nhà nghề tương tự như được thấy ở Sydney 2000 đã quay trở lại, và lần đầu tiên trong các tựa game Olympic, còn có thêm cả phần chơi trực tuyến nữa.

## Các môn thi đấu
Sau đây là một danh sách các môn thi đấu trong game:
| - Điền kinh - 100 mét - 200 mét - 400 mét - 800 mét - 1500 mét - 100 mét vượt rào (chỉ dành cho nữ) - 110 mét vượt rào (chỉ dành cho nam) - Nhảy và ném - Nhảy cao - Nhảy sào - Nhảy xa - Nhảy xa ba bước - Ném tạ - Ném đĩa - Ném búa - Ném lao - Thể thao dưới nước - Bơi tự do 50 mét (chỉ dành cho nam) - Bơi ngửa 100 mét (chỉ dành cho nam) - Bơi bướm 100 mét (chỉ dành cho nam) - Bơi sải 100 mét (chỉ dành cho nam) - Nhảy cầu từ ván nhún 3 mét (chỉ dành cho nữ) - Nhảy cầu từ tháp 10 mét (chỉ dành cho nữ) | - Thể dục dụng cụ - Xà kép (chỉ dành cho nam) - Ngựa gỗ (chỉ dành cho nam) - Vòng treo (chỉ dành cho nam) - Tự do (chỉ dành cho nữ) - Cầu thăng bằng (chỉ dành cho nữ) - Xà lệch (chỉ dành cho nữ) - Bắn súng (bộ môn đều dành cho nam) - Bắn đĩa bay skeet - Súng ngắn hơi 10 mét - Súng ngắn bắn nhanh 25 mét - Số khác - Bắn cung, cá nhân (chỉ dành cho nữ) - Cử tạ, +105 kg (chỉ dành cho nam) - Lòng chảo, Đua rượt đuổi đồng đội (chỉ dành cho nam) - Đua ca nô/kayak K1, kayak đơn (chỉ dành cho nam) - Judo, 81–90 kg (chỉ dành cho nam) - Bóng bàn, đơn (chỉ dành cho nam) |

Ngoài ra, trò chơi hỗ trợ các giải tranh tài trong mười môn phối hợp nam hay bảy môn phối hợp nữ, 5, 10 hoặc 20 môn thi đấu ngẫu nhiên, hoặc thi tất cả các môn. Có thể tham gia vào tất cả các môn thi đấu nam và nữ riêng lẻ.

## Quốc gia tham dự

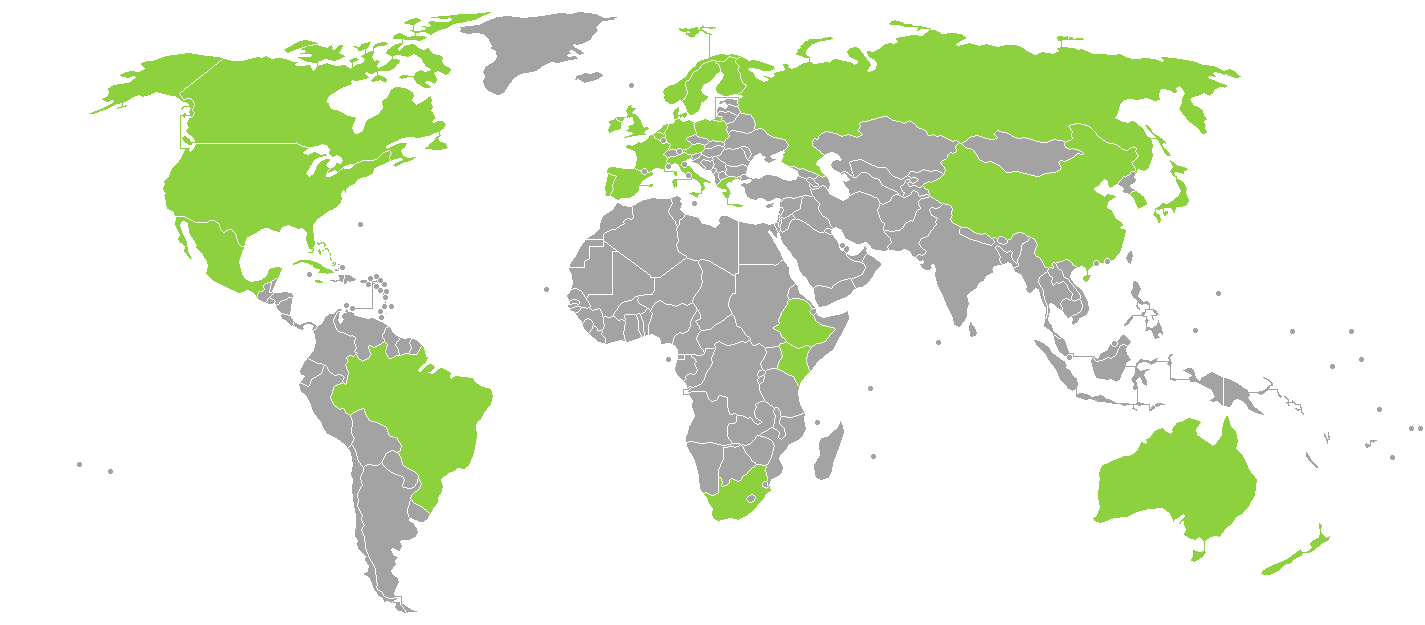
Các quốc gia tham dự

- Úc
- Áo
- Bahamas
- Bỉ
- Brasil
- Canada
- Trung Quốc
- Cuba
- Đan Mạch
- Ethiopia
- Phần Lan
- Pháp
- Anh
- Đức
- Hy Lạp
- Ireland
- Ý
- Jamaica
- Nhật Bản
- Kenya
- México
- Hà Lan
- New Zealand
- Na Uy
- Ba Lan
- Bồ Đào Nha
- Nga
- Nam Phi
- Hàn Quốc
- Tây Ban Nha
- Thụy Điển
- Hoa Kỳ

## Đón nhận
Beijing 2008 đã nhận được những đánh giá trái chiều chung từ giới phê bình. Các trang web tổng hợp kết quả đánh giá GameRankings và Metacritic đã chấm cho phiên bản PlayStation 3 số điểm 59.11% và 58/100, phiên bản Xbox 360 số điểm 59.06% và 60/100 và phiên bản PC số điểm 49.50% và 52/100. GameSpot chấm cho game số điểm 3/10, nói rằng "các nút nhấn nhanh chưa được thú vị cho lắm", và chỉ ra sự khó khăn quá mức.